# Herzele
Herzele är en kommun i Belgien.   Den ligger i provinsen Östflandern och regionen Flandern, i den centrala delen av landet, 30 km väster om huvudstaden Bryssel. Antalet invånare är 17 224.
Omgivningarna runt Herzele är en mosaik av jordbruksmark och naturlig växtlighet. Runt Herzele är det tätbefolkat, med 427 invånare per kvadratkilometer.